# شبه حجري
شبه الحجري (Paralithic) هي طبقة مجوية من صخر القاعدة. ويُشتق المصطلح من الكلمات اليونانية para بمعنى «شبه» وlithic بمعنى «حجري».
وشبه الحجري مثال ينطق عند العرب على انه اخف من الحجر وأقوى من الرمل. 